# Bitva u Göllheimu
Bitva u Göllheimu byla ozbrojená srážka mezi pretendentem trůnu Svaté říše římské Albrechtem I. Habsburským a tehdejším římským králem Adolfem Nasavským, ke které došlo 2. července 1298. Během bitvy byl Adolf zabit, jeho vojska poražena a Albrecht tak měl uvolněnou cestu k potvrzení své osoby jakožto nového říšského vladaře.

## Pozadí

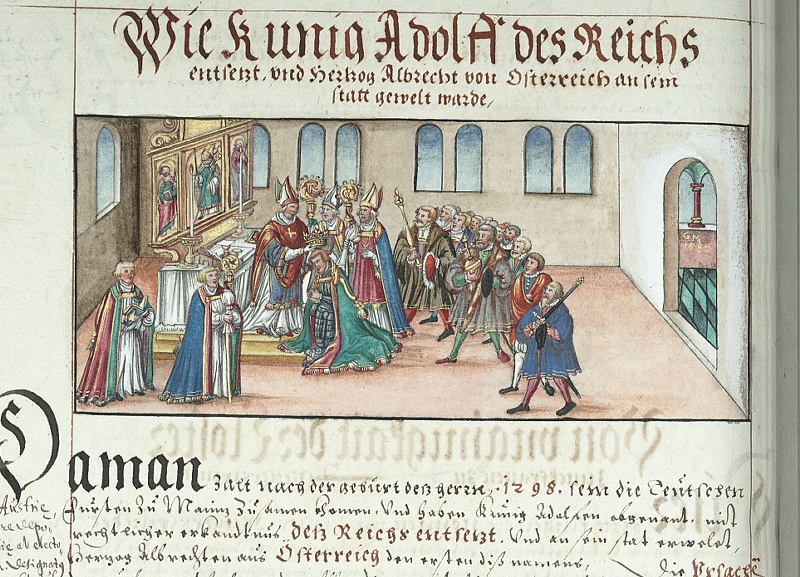
Vyobrazení volby Albrechta Habsburského novým panovníkem Svaté říše římské

Po svém zvolení na římského krále se Adolf Nasavský pokoušel získat pro svůj rod rozsáhlý pozemkový majetek, podobně jako jeho předchůdce Rudolf Habsburský. Adolfovým cílem se staly země Durynsko a Míšeňsko, kde ovšem narazil na mocenské snahy českého krále Václava II. Poté, co pokusy o dohodu diplomatickou cestou ztroskotaly, uzavřel Václav dohodu s původním pretendentem římského trůnu a Adolfovým soupeřem Albrechtem Habsburským. Proti Adolfovi se zároveň začali stavět další příslušníci říšských elit, neboť se pro nedostatek prostředků uchyloval k vedení vojenských výprav proti Francouzům za úplatu anglického krále. Stejně tak působila značně negativně Adolfova nevybíravá politika vůči Wettinům, původním dědicům durynských zemí. To vše vedlo k sesazení Adolfa částí říšských kurfiřtů 23. června 1298 v Mohuči a zvolení Albrechta novým králem.

## Průběh bitvy

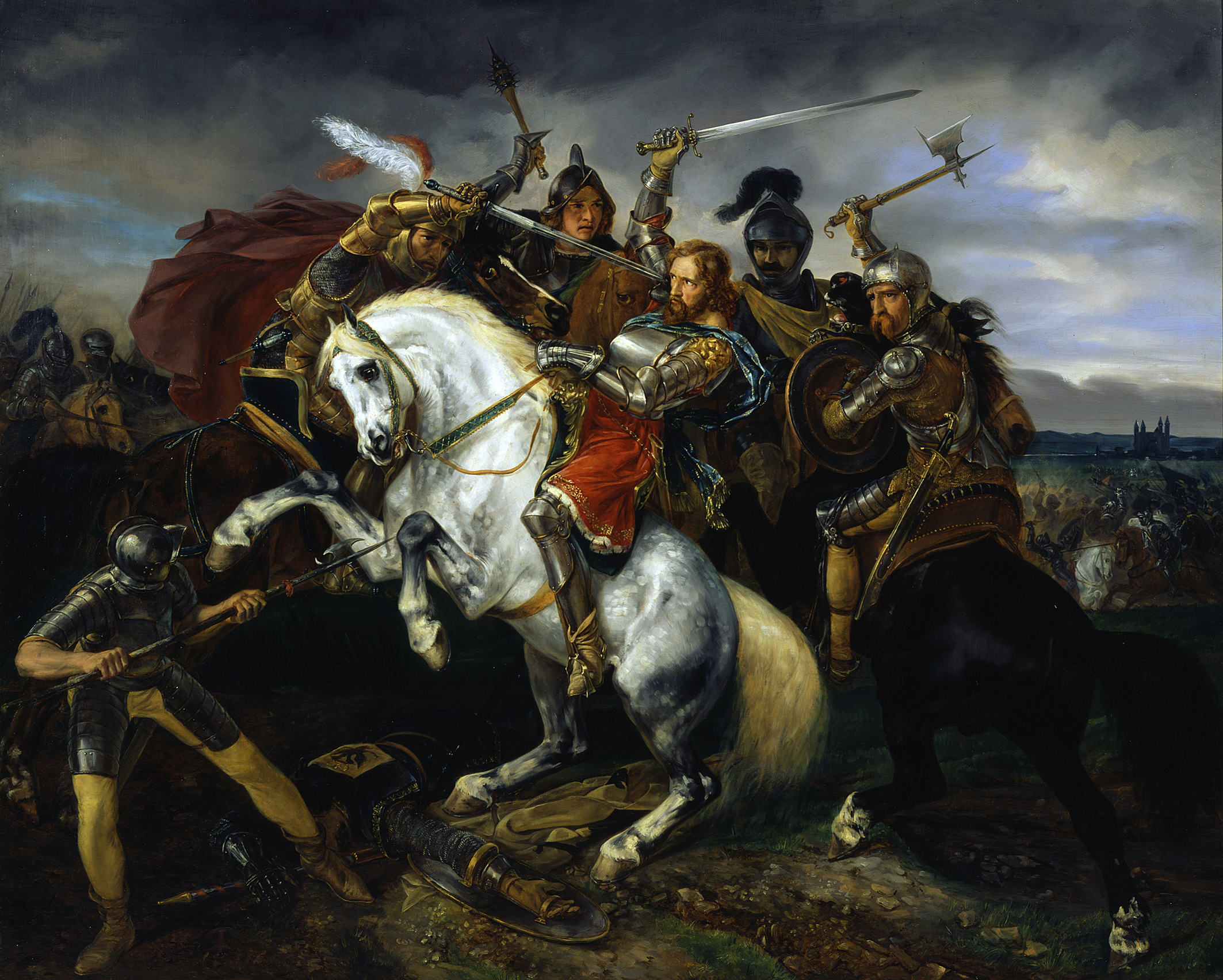
Vyobrazení smrti Adolfa Nasavského

Adolf odmítl rozhodnutí kurfiřtů přijmout – boj o moc mezi ním a říšskými vládci se tedy měl záhy rozhodnout na bojišti. 2. července se armády Adolfa a Albrechta střetly na vyvýšeném místě nazvaném Hasenbühl ležícím nedaleko od městečka Göllheim, nacházejícího se v severním Porýní-Falci mezi městy Kaiserslautern a Worms. Po několika prudkých útocích byl Adolf i se svými nejbližšími vojáky zabit. Zbytek Adolfova vojska se posléze obrátil v útěk.

## Následky
Smrtí Adolfa se Albrecht stal jediným vládcem Svaté říše římské. Habsburk se vzdal koruny, aby byl znovu zvolen všemi kurfiřty 27. července 1298 na sněmu ve Frankfurtu. Říšská koruna se tak opět dostala do rukou Habsburků. Adolfův rod Nasavských již nikdy vládu v říši znovu nezískal.